# Plantilla 2016-2017 de la secció d'handbol del Futbol Club Barcelona
Els jugadors que formaven la plantilla del secció d'handbol del Futbol Club Barcelona durant la temporada 2016-2017 eren els següents:
| Nº | Nom                     | Alçada (m) | Pes (kg) | Posició          |
| -- | ----------------------- | ---------- | -------- | ---------------- |
| 1  | Gonzalo Pérez de Vargas | 1.90       | 84       | Porter           |
| 3  | Jesper Brian Noddesbo   | 1.99       | 93       | Pivot            |
| 8  | Víctor Tomás            | 1.77       | 85       | Extrem dret      |
| 9  | Raúl Entrerríos         | 1.95       | 89       | Central          |
| 10 | Cédric Sorhaindo        | 1.93       | 100      | Pivot            |
| 11 | Lasse Andersson         | 1.90       | 100      | Central          |
| 12 | Borko Ristovski         | 1.90       | 90       | Porter           |
| 13 | Aitor Ariño             | 1.87       | 82       | Extrem esquerre  |
| 17 | Valero Rivera           | 1.89       | 85       | Extrem esquerre  |
| 19 | Timothey N'Guessan      | 1.96       | 100      | Lateral          |
| 21 | Kamil Syprzak           | 2.06       | 120      | Pivot            |
| 24 | Dika Mem                | 1.94       | 95       | Lateral dret     |
| 27 | Viran Morros            | 1.99       | 95       | Lateral esquerra |
| 37 | Joan Saubich            | 1.86       | 88       | Extrem dret      |
| 39 | Filip Jícha             | 2.01       | 103      | Lateral esquerre |
| 42 | Wael Jallouz            | 1.97       | 98       | Lateral esquerre |
| 77 | Kiril Lazarov           | 1.93       | 98       | Lateral dret     |
| 99 | Antonio García          | 1.90       | 97       | Central          |

- Entrenador: Xavi Pascual.[1]